# MetaTrader
MetaTrader – jedna z internetowych platform handlowych do inwestowania na rynku Forex, kontraktach różnic kursowych (CFD) oraz futures umożliwiająca składanie zleceń i zawieranie transakcji przez Internet. Producentem oprogramowania jest MetaQuotes Software Corp. Program MetaTrader pozwala użytkownikowi szczegółowo monitorować cenę i rozwój rynku na wykresach, otrzymywać różnorodne powiadomienia, ustawić wskaźniki, a także bezpośrednio handlować. Obecnie używana jest przez ponad 100 brokerów i banków z całego świata w tym co najmniej 5 w Polsce. Istotną cechą oprogramowania MetaTrader jest rozbudowany zestaw wskaźników, które mają za zadanie ułatwić podejmowanie decyzji inwestycyjnych.

## Dostępne wersje MetaTrader
Aktualnie dostępne są dwie wersje platformy transakcyjnej: MetaTrader 4 oraz MetaTrader 5.

### MetaTrader 5
Jest to nowsza, rozbudowana z większą liczbą wskaźników i obecnie rozwijana wersja platformy. Posiadająca pełne wsparcie twórców. Dostępna w wersji przeglądarkowej oraz desktopowej.

### MetaTrader 4
Jest starszą, mniej rozbudowaną oraz już nie rozwijaną wersją platformy. Posiada ograniczone wsparcie twórców. Podobnie jak MetaTrader 5 jest również dostępna w wersji przeglądarkowej i desktopowej.

## Platforma MetaTrader w Polsce
Dostęp do platformy oferuje kilka domów maklerskich.

### MetaTrader 5 (MT5)
- Dom Maklerski TMS Brokers S.A.[3]

### MetaTrader 4 (MT4)
- Noble Securities S.A.[4]
- EFIX Dom Maklerski S.A.[5]
- X-Trade Brokers DM S.A.[6]
- Biuro Maklerskie mBanku[7]
- Dom Maklerski BOŚ , bossafx.pl[8]